# ترالکان
ترالکان (به اسپانیایی: Tralcán) یک کوه در شیلی است که در منطقه لوس ریوس واقع شده‌است.